# انتخابات الرئاسة الموريتانية 1997
انتخابات الرئاسة الموريتانية 1997 هي الانتخابات الرئاسية التي جرت في 12 ديسمبر 1997، في موريتانيا، لانتخاب رئيس موريتانيا، فاز بالانتخابات معاوية ولد سيدي أحمد الطايع.